# AFC Challenge Cup 2008
Die Endrunde des zweiten AFC Challenge Cups wurde vom 30. Juli bis zum 13. August 2008 in Indien ausgetragen. Es traten acht Nationalmannschaften, welche vom asiatischen Fußballverband als „Entwicklungsländer“ (englisch: emerging nations) eingestuft wurden, zunächst in Gruppen- und danach in Ausscheidungsspielen gegeneinander an. Ursprünglich sollte das Finale bereits am 10. August in Hyderabad stattfinden, aufgrund der schlechten Bedingungen wich man allerdings auf den 13. August aus. Weiterhin wurden das Endspiel sowie das Spiel um den Dritten Platz in Neu-Delhi ausgetragen.
Neben der Ermittlung des AFC-Challenge-Cupsiegers war das Turnier auch ein Teil der Qualifikation zur Asienmeisterschaft 2011, da sich der Gewinner dieses Turniers automatisch für die Endrunde in Katar qualifiziert.
Gastgeber Indien gewann das Finale gegen Titelverteidiger Tadschikistan mit 4:1 und sicherte sich damit die Qualifikation für die Asienmeisterschaft 2011. Die Mannschaft aus Nordkorea gewann den dritten Platz nach einem 4:0 über Myanmar.
Mit Pak Song-chol stellten die Ostasiaten auch den Torschützenkönig des Turniers, dem Mittelfeldspieler gelangen sechs Tore in fünf Spielen. Zum besten Spieler des Turniers wurde der indische Kapitän Baichung Bhutia gewählt, auch der Fair-Play-Award ging an den Gastgeber.

## Ausrichtung des Turniers
Ursprünglich war Taiwan als Austragungsort für die Endrunde vorgesehen, Ende November 2007 entzog der Asiatische Verband dem Land allerdings die Austragungsrechte, da die Austragungsstätten nicht den gewünschten Kriterien entsprachen. Vor allem weil das Chungshan Soccer Stadium, das einzige Fußballstadion des Landes, zum 1. Juli 2008 geschlossen werden sollte, um als Ausstellungsstätte zu fungieren. Zwischenzeitlich erwog die AFC, das Turnier im Mai 2008 in Thailand auszutragen, diese Idee wurde allerdings wieder verworfen.
Der Indische Fußballverband erklärte sich bereit, die Endrunde des Turniers auszurichten. Im Januar 2008 wurde Indien dann als Gastgeber des AFC Challenge Cups bestätigt und der Beginn der Endrunde vom 1. März auf den 30. Juli 2008 verschoben. Es standen die Städte Delhi und Hyderabad als Gastgeber zur Auswahl. Nach einigen Besichtigungen entschied sich der asiatische Verband für Hyderabad, Hauptstadt des Bundesstaates Andhra Pradesh, als Ausrichter der Endrunde.

## Austragungsorte
Nach Besichtigung der Anlagen wurde Hyderabad als Gastgeber des Turniers festgelegt, die Spiele sollen in zwei Stadien ausgetragen werden.
Die meisten Gruppenspiele, die beiden Halbfinals, sowie ursprünglich auch das Finale, finden im 2005 erbauten Gachibowli-Stadion statt. Dieses Stadion bietet bis zu 30.000 Zuschauern Platz und war im Jahr 2007 eine der Austragungsstätten der Militärweltspiele.
Im Lal-Bahadur-Shastri-Stadion, welches von 1940 bis 1967 gebaut wurde und den Namen des ehemaligen indischen Premierministers trägt, wurden die beiden gleichzeitig findenden Spiele Afghanistan – Tadschikistan und Nordkorea – Myanmar ausgetragen werden. Auch das Spiel um den dritten Platz sollte dort stattfinden. Das 30.000 Zuschauer fassende Stadion wurde bislang hauptsächlich für Cricketveranstaltungen genutzt. Es wurden zum ersten Mal ein Fußballspiele dort ausgetragen.
Ursprünglich sollten die meisten Spiele im Lal-Bahadur-Shastri-Stadion stattfinden, aufgrund der schlechten Platzbedingungen in diesem Stadion wurden die Spiele allerdings in das moderne Gachbowli-Stadion verlegt.
Bereits während des Turniers wurden die schlechten Platzbedingungen in den beiden Stadien sowohl von Trainern als auch von Spielern kritisiert. Da die Stadien am Tag des Finales unsbepielbar waren, entschied sich der Asiatische Verband dafür, das Finale und das Spiel um Platz drei zu auf den 13. August zu verschieben. Weiterhin werden die beiden Paarungen im Ambedkar-Stadion der Hauptstadt Neu-Delhi auszutragen werden.

## Qualifikation
→ Siehe Hauptartikel: AFC Challenge Cup 2008/Qualifikation
Bei dieser Ausgabe wurden im Gegensatz zu Bangladesch 2006 einige Veränderungen vorgenommen. So konnten die Mannschaften aus Myanmar, Turkmenistan und Nordkorea zum ersten Mal teilnehmen. Es wurde auch erstmals eine Qualifikationsphase eingeführt, dadurch wurde die Teilnehmerzahl von 16 (2006) auf acht im Jahr 2008 reduziert.
Vor Beginn des Turniers wurde festgelegt, dass neben dem Gastgeber Indien auch die Mannschaften Turkmenistans, Nordkoreas und Myanmars für die Endrunde qualifiziert sind. Die restlichen 16 Mannschaften, darunter auch der Titelverteidiger Tadschikistan, mussten eine Qualifikationsrunde bestreiten. Die Mannschaften wurden in einer Auslosung in vier Gruppen zu je vier Mannschaften eingeteilt. Die Gewinner der Gruppen qualifizierten sich für die Endrunde.
Sri Lanka konnte sich als erste Mannschaft sportlich qualifizieren, die Südasiaten sicherten sich das Ticket nach einem 2:2 gegen den Gastgeber der Gruppe A Chinese Taipei am 6. April 2008. Afghanistan qualifizierte sich am 9. Mai für die Endrunde, am 17. desselben Monats folgte Tadschikistan, das sich nur knapp aufgrund der besseren Tordifferenz gegenüber den Philippinen qualifizierte. Nepal sicherte sich das Ticket am 26. Mai 2008. Die Mannschaften von Laos und Palästina zogen ihre Teilnahme vor Beginn der Qualifikationsspiele zurück.
Die Auslosung der Gruppenphase am 9. Juni 2008 im Taj Deccan Hotel in Hyderabad ergab folgende Gruppen:
| Gruppe A      | Gruppe B  |
| ------------- | --------- |
| Turkmenistan  | Nordkorea |
| Indien        | Myanmar   |
| Afghanistan   | Nepal     |
| Tadschikistan | Sri Lanka |

## Spiele und Ergebnisse

### Vorrunde
Je vier Mannschaften treten in zwei Gruppen (A und B) im Meisterschaftssystem gegeneinander an, d. h. jede Mannschaft spielt einmal gegen jede andere Mannschaft der Gruppe. In der Gruppenphase zählt ein Sieg drei, ein Unentschieden einen Punkt, eine Niederlage bringt keine Punkte. In der Tabelle der jeweiligen Gruppe wurden die Punkte addiert.
Bei Punktgleichheit zweier Mannschaften entscheidet in der folgenden Reihenfolge über den Tabellenplatz und das Weiterkommen: die direkten Begegnungen der betreffenden Mannschaften (größere Anzahl der Punkte, Torverhältnis, erzielte Tore), die Tordifferenz und größere Anzahl erzielter Tore aus allen Gruppenspielen und letztendlich das Los.

#### Gruppe A
| Pl. | Land          | Sp. | S | U | N | Tore    | Diff. | Punkte |
| --- | ------------- | --- | - | - | - | ------- | ----- | ------ |
| 1.  | Indien        | 3   | 2 | 1 | 0 | 004:200 | +2    | 07     |
| 2.  | Tadschikistan | 3   | 1 | 2 | 0 | 005:100 | +4    | 05     |
| 3.  | Turkmenistan  | 3   | 1 | 1 | 1 | 006:200 | +4    | 04     |
| 4.  | Afghanistan   | 3   | 0 | 0 | 3 | 000:100 | −10   | 0      |

|                |   |               |           |
| 30. Juli 2008  |   |               |           |
| Turkmenistan   | – | Tadschikistan | 0:0       |
| Indien         | – | Afghanistan   | 1:0 (0:0) |
| 1. August 2008 |   |               |           |
| Tadschikistan  | – | Indien        | 1:1 (1:0) |
| Afghanistan    | – | Turkmenistan  | 0:5 (0:3) |
| 3. August 2008 |   |               |           |
| Turkmenistan   | – | Indien        | 1:2 (0:0) |
| Afghanistan    | – | Tadschikistan | 0:4 (0:3) |

Am letzten Spieltag spielten Gastgeber Indien, Titelverteidiger Tadschikistan und Turkmenistan um den Einzug ins Halbfinale. Indien, das sich in den beiden früheren Spielen schwer tat, setzte sich dank zweiter Treffer von Baichung Bhutia mit 2:1 gegen die Auswahl Turkmenistans durch. Tadschikistan bezwang im Parallelspiel Afghanistan mit 4:0 und zog damit am zentralasiatischen Nachbarn vorbei. Das vom deutschen Trainer Klaus Stärk betreute Afghanistan konnte im ersten Spiel gegen Indien ein 0:0 bis zur 92. Spielminute behaupten, ehe der Gastgeber den Siegestreffer erzielte. In den beiden anderen Spielen war die Mannschaft klar unterlegen und musste so punkt- und torlos die Heimreise antreten.

#### Gruppe B
| Pl. | Land      | Sp. | S | U | N | Tore    | Diff. | Punkte |
| --- | --------- | --- | - | - | - | ------- | ----- | ------ |
| 1.  | Nordkorea | 3   | 3 | 0 | 0 | 005:000 | +5    | 09     |
| 2.  | Myanmar   | 3   | 2 | 1 | 0 | 006:200 | +4    | 07     |
| 3.  | Nepal     | 3   | 1 | 0 | 2 | 003:400 | −1    | 03     |
| 4.  | Sri Lanka | 3   | 0 | 0 | 3 | 001:900 | −8    | 0      |

|                |   |           |           |
| 31. Juli 2008  |   |           |           |
| Nordkorea      | – | Sri Lanka | 3:0 (3:0) |
| Myanmar        | – | Nepal     | 3:0 (0:0) |
| 2. August 2008 |   |           |           |
| Sri Lanka      | – | Myanmar   | 1:3 (0:0) |
| Nepal          | – | Nordkorea | 0:1 (0:1) |
| 4. August 2008 |   |           |           |
| Nordkorea      | – | Myanmar   | 1:0 (1:0) |
| Nepal          | – | Sri Lanka | 3:0 (1:0) |

Erwartungsgemäß setzten sich die nordkoreanische Mannschaft – obwohl mit einer Ersatzmannschaft angetreten – als Gruppensieger durch. Die Ostasiaten erzielten hierbei alle Treffer in der ersten Halbzeit und kassierten keinen einzigen Gegentreffer. Myanmar wurde nach Siegen über Sri Lanka und Nepal Zweiter und zog bei seiner ersten Teilnahme an diesem Turnier ebenfalls ins Halbfinale ein. Sri Lanka, das bei der letzten Ausgabe noch zweiter wurde, schied bereits nach dem zweiten Spieltag aus. Auch das letzte Spiel gegen Nepal ging mit 0:3 deutlich verloren, sodass die Südasiaten die Gruppenphase auf dem letzten Platz beendeten.

### Finalrunde
Im Halbfinale und im Finale wird im K.-o.-System gespielt. Steht es bei den Spielen der Finalrunde nach der regulären Spielzeit von 90 Minuten unentschieden, kommt es zur Verlängerung von zweimal 15 Minuten und eventuell (falls immer noch kein Sieger feststeht) zum Elfmeterschießen.

#### Halbfinale
Gastgeber Indien setzte sich in einem ausgeglichenen Spiel gegen Nachbarland Myanmar. Stürmer Sunil Chhetri erzielte den Siegestreffer acht Minuten vor Schluss. Tadschikistan gewann das andere Halbfinale gegen die favorisierten Nordkoreaner ebenfalls mit 1:0, Nordkorea musste das Spiel nach zwei Platzverweisen in den letzten fünf Minuten mit neun Spielern beenden.
|                             |   |               |           |
| 7. August 2008 in Hyderabad |   |               |           |
| Indien                      | – | Myanmar       | 1:0 (0:0) |
| Nordkorea                   | – | Tadschikistan | 0:1 (0:1) |

#### Spiel um Platz drei
|                              |   |           |           |
| 13. August 2008 in Neu-Delhi |   |           |           |
| Myanmar                      | – | Nordkorea | 0:4 (0:3) |

#### Finale
Vor 10.000 Zuschauern in Neu-Delhi begann der Gastgeber Indien offensiv und konnte bereits nach neun Minuten den Führungstreffer erzielen, als Sunil Chhetri einen Fehler des Torwartes Tuychiev, der einen Kopfball von N. P. Pradeep nicht parieren konnte. Nur 10 Minuten später erzielte die indische Mannschaft ihren zweiten Treffer durch Kapitän Baichung Bhutia, der nach Vorlage von Samir Naik den Ball ins Netz beförderte. In der 23. Minute erhöhte Chhetri auf 3:0. Zwar konnten die Tadschiken noch vor der Pause auf 1:3 verkürzen, ihre Angriffbemühungen im zweiten Durchgang wurden aber nicht belohnt. Vielmehr erzielte Chhetri seinen dritten Treffer und den 4:1-Endstand in der 75. Spielminute.
| Indien                                           | Indien | Tadschikistan | Tadschikistan |
| ------------------------------------------------ | --- | --- | ------------- |
| Indien                                           | \| 13. August 2008 in Neu-Delhi (Ambedkar-Stadion) \| \| Ergebnis: 4:1 (3:1) \| \| Zuschauer: 10.000 \| \| Schiedsrichter: Valentin Kovalenko ( Usbekistan) \| | \| 13. August 2008 in Neu-Delhi (Ambedkar-Stadion) \| \| Ergebnis: 4:1 (3:1) \| \| Zuschauer: 10.000 \| \| Schiedsrichter: Valentin Kovalenko ( Usbekistan) \| | Tadschikistan |
| Indien                                           | Subrata Pal – Gouramangi Moirangthem Singh, Irungbam Surkumar Singh, Anwar Ali, Samir Naik – Steven Dias, N. P. Pradeep (35. Mehrajuddin Wadoo), Climax Lawrence (86. Clifford Miranda), P. Renedy Singh – Baichung Bhutia (77. Sushil Kumar Singh), Sunil Chhetri Cheftrainer: Bob Houghton ( England) | Alischer Tuitschijew – Daler Tuchtassunow, Naim Nossirow (62. Samad Schohsuhurow), Dawrondschon Ergaschew, Eradsch Radschabow, Sohib Suwonqulow – Anwar Norqulow , Fatchullo Fatchullojew, Jussuf Rabijew – Numondschon Hakimow (75. Dschahongir Dschalilow), Dschomichon Muhiddinow Cheftrainer: Pulod Qodirow | Tadschikistan |
| Indien                                           | 1:0 Sunil Chhetri (9.) 2:0 Baichung Bhutia (18.) 3:0 Sunil Chhetri (23.) 4:1 Sunil Chhetri (75.) | 3:1 Fatchullo Fatchullojew (44.) | Tadschikistan |
| 13. August 2008 in Neu-Delhi (Ambedkar-Stadion)  | | |               |
| Ergebnis: 4:1 (3:1)                              | | |               |
| Zuschauer: 10.000                                | | |               |
| Schiedsrichter: Valentin Kovalenko ( Usbekistan) | | |               |

## Torjägerliste
6 Tore
- Pak Song-chol

4 Tore
- Guvanchmuhamed Ovekov
- Jussuf Rabijew
- Sunil Chhetri

3 Tore
- Baichung Bhutia